# Сен-Назер (округ)
Сен-Назер (фр. Saint-Nazaire) — округ (фр. Arrondissement) во Франции, один из округов в регионе Пеи-де-ла-Луар. Департамент округа — Атлантическая Луара. Супрефектура — Сен-Назер.
Население округа на 2019 год составляло 337 148 человек. Плотность населения составляет 192 чел./км². Площадь округа составляет 1758 км².

## Кантоны округа
Кантоны округа Сен-Назер (с 22 марта 2015 года)
- Блен (частично)
- Геранд
- Ла-Боль-Эскублак
- Машкуль-Сен-Мем (частично, до 24 февраля 2021 года назывался Машкуль)
- Поншато (частично)
- Порник
- Сен-Бревен-ле-Пен (частично)
- Сен-Назер-1
- Сен-Назер-2

Кантоны округа Сен-Назер (до 22 марта 2015 года)
- Бурнёф-ан-Ре (частично)
- Геранд
- Ла-Боль-Эскублак
- Ле-Круазик
- Монтуар-де-Бретань
- Поншато (частично)
- Порник
- Пэмбёф
- Сен-Жильда-де-Буа
- Сен-Назер-Центр
- Сен-Назер-Эст
- Эрбиньяк